# 雅爾塔 (頓涅茨克州)

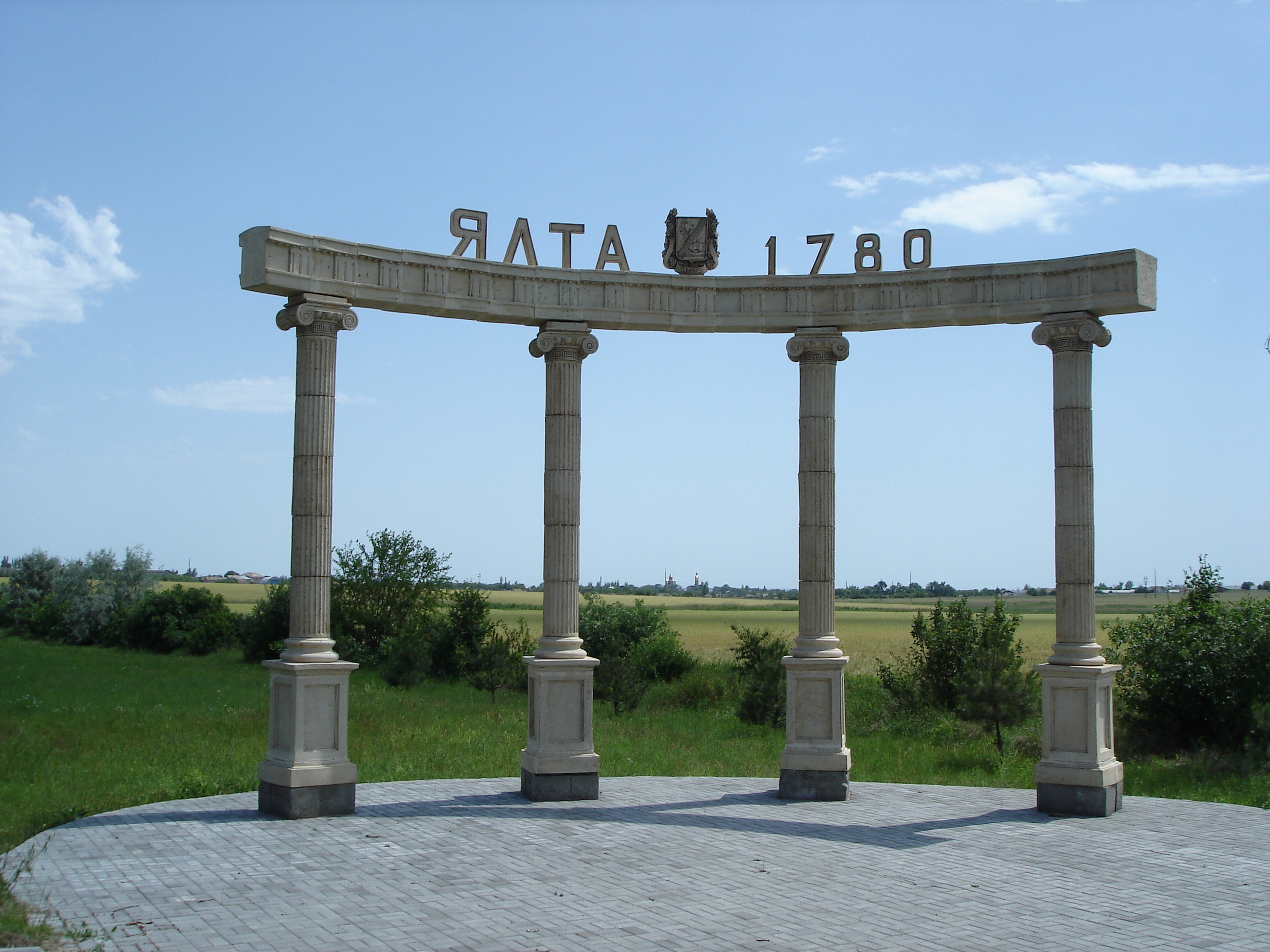
纪念拱门

雅爾塔（羅馬化：Yalta），是烏克蘭東部頓涅茨克州马里乌波尔区曼胡什市镇的鎮。距離曼胡什約12公里，始建於1780年，海拔高度40米，2011年人口5,321。